# Bimberi Peak
Bimberi Peak eller Mount Bimberi är ett 1 912 meter högt berg på gränsen mellan Australian Capital Territory och New South Wales i Australien. Det är den högsta punkten i Australian Capital Territory. Det ligger i Kosciuszko National Park i New South Wales och i Namadgi National Park i Australian Capital Territory. Toppen kan nås via vandringsleder och kräver inga speciella klättringskunskaper, även om det saknas en markerad led. Toppen ligger över trädgränsen och är vanligtvis snötäckt vintertid.